# Liste der Botschafter der Vereinigten Staaten bei der Europäischen Union
Dies ist die Liste der Botschafter der Vereinigten Staaten bei der Europäischen Union. Der offizielle englische Titel der amerikanischen EU-Botschafter lautet: Representative of the U.S.A. to the European Union, with the rank and status of Ambassador Extraordinary and Plenipotentiary.

## Europäische Gemeinschaft
| Name                          | Bild | ernannt von       | Amtszeit                            | Anmerkungen                                                    |
| ----------------------------- | ---- | ----------------- | ----------------------------------- | -------------------------------------------------------------- |
| William Walton Butterworth    |      | John F. Kennedy   | 10. August 1961–25. Oktober 1962    | Seit 1959 Botschafter bei mehreren Vorgängern der EG           |
| John Wills Tuthill            |      | John F. Kennedy   | 23. Oktober 1962–7. Juni 1966       |                                                                |
| J. Robert Schaetzel           |      | Lyndon B. Johnson | 16. September 1966–25. Oktober 1972 |                                                                |
| Joseph A. Greenwald           |      | Richard Nixon     | 12. Oktober 1972–28. Januar 1976    |                                                                |
| Deane Roesch Hinton           |      | Gerald Ford       | 29. Januar 1976–3. Dezember 1979    |                                                                |
| Thomas Ostrom Enders          |      | Jimmy Carter      | 6. November 1979–27. Mai 1981       |                                                                |
| George Southall Vest          |      | Ronald Reagan     | 20. September 1981–27. Februar 1985 |                                                                |
| John William Middendorf II    |      | Ronald Reagan     | 12. Juli 1985–1. Februar 1987       |                                                                |
| Alfred Hugh Kingon            |      | Ronald Reagan     | 27. März 1987–23. Juni 1989         |                                                                |
| Thomas Michael Tolliver Niles |      | George H. W. Bush | 23. Juni 1989–26. August 1991       |                                                                |
| James Francis Dobbins, Jr.    |      | George H. W. Bush | 9. Oktober 1991–31. Juli 1993       |                                                                |
| Stuart Elliot Eizenstat       |      | Bill Clinton      | 2. August 1993–April 1996           | 1994 wurde die Europäische Gemeinschaft zur Europäischen Union |

## Europäische Union
| Name                                                                      | Bild | ernannt von    | Amtszeit                          | Anmerkungen                                                    |
| ------------------------------------------------------------------------- | ---- | -------------- | --------------------------------- | -------------------------------------------------------------- |
| Stuart Elliot Eizenstat                                                   |      | Bill Clinton   | 2. August 1993–April 1996         | 1994 wurde die Europäische Gemeinschaft zur Europäischen Union |
| Arthur Vernon Weaver Jr.                                                  |      | Bill Clinton   | 2. Juli 1996–28. Februar 1999     |                                                                |
| Richard L. Morningstar                                                    |      | Bill Clinton   | 7. Juli 1999–21. September 2001   |                                                                |
| Rockwell A. Schnabel                                                      |      | George W. Bush | 1. Oktober 2001–18. Juni 2005     |                                                                |
| Clayland Boyden Gray                                                      |      | George W. Bush | 17. Januar 2006–31. Dezember 2007 |                                                                |
| Kristen Silverberg                                                        |      | George W. Bush | 2. Mai 2008–18. Januar 2009       |                                                                |
| William Earl Kennard                                                      |      | Barack Obama   | 23. November 2009–29. Juli 2013   |                                                                |
| Anthony Luzzatto Gardner                                                  |      | Barack Obama   | 13. Februar 2014–20. Januar 2017  |                                                                |
| Gordon David Sondland                                                     |      | Donald Trump   | 28. Juni 2017–7. Februar 2020     |                                                                |
| Ronald J. Gidwitz, Botschafter in Belgien, übergangsweise auch bei der EU |      | Joe Biden      | 4. Mai 2020–20. Januar 2021       |                                                                |
| Mark Libby, Chargé d’affaires                                             |      | Joe Biden      | 20. Januar 2021–24. Januar 2022   |                                                                |
| Mark Gitenstein                                                           |      | Joe Biden      | 24. Januar 2022–17. Januar 2025   |                                                                |